# Одра (Ополе)
Опольський спортивний клуб «Одра» Ополе (пол. Opolski Klub Sportowy «Odra» Opole) — польський футбольний клуб з міста Ополе, заснований у 1945 році. Виступає в Першій лізі. Домашні матчі приймає на Міському стадіоні, місткістю 5 000 глядачів.

## Назви
- 1945—1949: Одра (Ополе)
- 1949—1958: Будовлані (Ополе)
- 1958—1998: Одра (Ополе)
- 1998—1999: Одра/Варта (Ополе)
- 1999—2002: Одра (Ополе)
- 2002—2004: Одра/Унія (Ополе)
- 2004—2009: Одра (Ополе)
- 2009—2011: Одерка (Ополе)
- з 2011: Одра (Ополе)[1].

## Досягнення
- Кубок Польщі
  - Бронзовий призер: 1961/62.
- Перша ліга
  - Чемпіон: 1959, 1970/71, 1975/76
  - Бронзовий призер: 1963/64.